# Jeff Conine

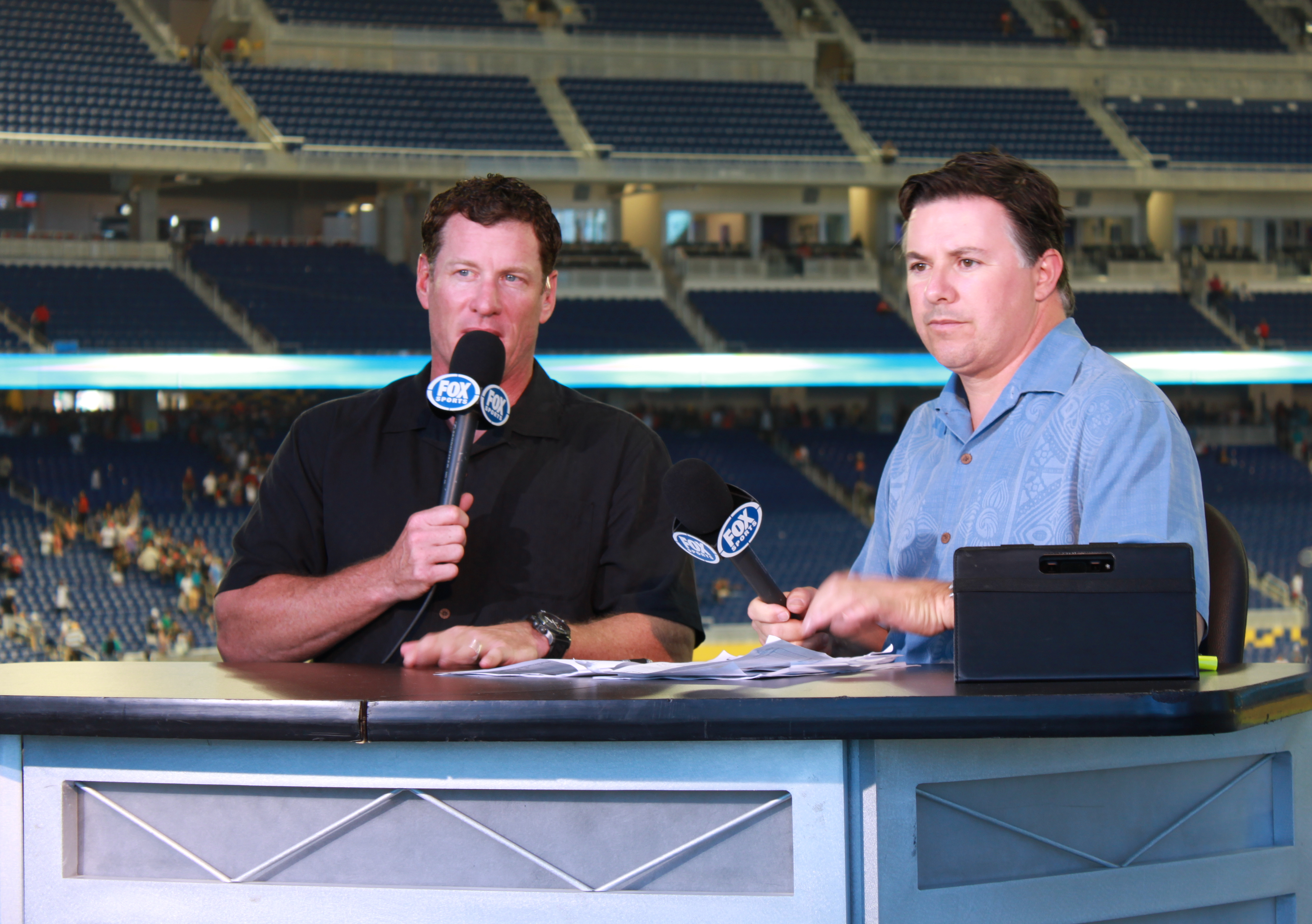
Jeff Conine

Jeffrey Guy Conine, mais conhecido como Jeff Conine (27 de junho de 1966), é um ex-jogador profissional de beisebol norte-americano.

## Carreira
Jeff Conine foi campeão da World Series 2003 jogando pelo Florida Marlins. Na série de partidas decisiva, sua equipe venceu o New York Yankees por 4 jogos a 2.